# Pasquale Cascio
Pasquale Cascio (ur. 29 listopada 1957 w Castelcivita) – włoski duchowny katolicki, arcybiskup Sant’Angelo dei Lombardi-Conza-Nusco-Bisaccia od 2013.

## Życiorys
Święcenia kapłańskie otrzymał 23 lipca 1983 i został inkardynowany do diecezji Diano-Teggiano. Pracował głównie jako duszpasterz parafialny i jako wykładowca na kilku okolicznych uczelniach.
27 października 2012 papież Benedykt XVI mianował go ordynariuszem archidiecezji Sant’Angelo dei Lombardi-Conza-Nusco-Bisaccia. Sakry udzielił mu 5 stycznia 2013 kardynał Crescenzio Sepe.